# Проституция в Мьянме
Проституция в Мьянме — незаконное оказание сексуальных услуг за деньги на территории Мьянмы, широко распространённая социальная проблема. По оценкам  ЮНЭЙДС, в стране насчитывается до 66 000 проституток.
Женщины, приезжающие из отдалённых регионов страны, часто плохо образованны. Это значительно уменьшает возможность трудоустройства, поэтому одним из немногих вариантов заработка оказывается работа в секс-индустрии.

## Текущая ситуация
В Янгоне (Рангун) проституция распространена в отелях, выполняющих функцию борделей и массажных салонов. Они управляются группами этнических меньшинств, например,  Ва. Ночные клубы в Рангуне часто посещают проститутки, работающие самостоятельно. По всей стране секс-индустрия в основном представлена ресторанами, публичными домами, выдающими себя за гостевые дома, ночными клубами. После циклона Наргис (май 2008-го года) количество проституток в Янгоне значительно увеличилось, что привело к снижению цен на сексуальные услуги.
В Мандалае много проституток, которые работают в массажных салонах, залах караоке, на театральных представлениях и улицах.
В Нейпьидо, новой столице Мьянмы, также появился квартал красных фонарей с публичными домами, часто замаскированными под салоны красоты и массажные салоны. Они привлекают в основном бизнесменов и военных. Около 70-ти борделей, в основном в виде палаток и бамбуковых хижин, работают на 30-мильном участке шоссе, ведущего в Нейпьидо.
Из всей Юго-Восточной Азии Мьянма имеет самые низкие цены на предоставление сексуальных услуг, превосходящая даже цены в Лаосе.
Секс-работники сообщают, что правоохранительные органы жестоко обращаются с ними, в том числе применяют насилие. Это подтверждается данными неправительственных организаций.

## Имена
Проституток в Мьянме называют разными терминами, включая эвфемизмы. Их называют «Kūfuku o mitasu»  («утоляющая голод»), «Burūna aijin» («голубая любовница», где «голубая» — это отсылка к порнографии). В сленге также используются  «Niwatori» («курица»), «Josei wa baishunpudesu» («женщина-проститутка»), «Femininna seishin» («женский дух»), и «Yoru no kaori no yoi hana» («ароматные цветы ночи»).

## Правовая ситуация
Проституция в Мьянме незаконна. В соответствии с Законом о борьбе с проституцией, принятым в 1949 году, публичные домогательства противозаконны, так же как принуждение или вовлечение женщин в проституцию или владение публичными домами. Закон также предусматривает уголовную ответственность за получение финансовой выгоды от проституции, включая собственные доходы секс-работников.
Ранее в качестве основания для обвинения в проституции использовались презервативы, но в 2011 году был издан административный приказ, запрещающий использование презервативов в качестве доказательства. Впоследствии это положение было включено в раздел 271 Уголовного кодекса Мьянмы.
Закон о детях, принятый в 1993 году, повысил возраст вступления в половые отношения до 16 лет и объявил детскую проституцию незаконной. Закон также запрещает участие детей в создании порнографических материалов.
Секс-работниц часто помещают в центры содержания под стражей до предъявления обвинения. Работа (например, пошив одежды) здесь является обязательной. Некоторых впоследствии отпускают без предъявления обвинений.
В 2013 году депутат До Сандар Мин призвал к декриминализации проституции, но правительство отклонило это предложение.
В 2018 году Министерство социального обеспечения, помощи и переселения работает над поправками к закону, призванными защитить секс-работников.

## История

### Династия Конбаунгов
Проституция была запрещена в 1785 году, во время правления короля Бодавпая, в ранний период династии Конбаунгов.
Когда король Миндон Мин основал Мандалай в 1850-х годах, в него был включен отдельный административный квартал для проституток.

### Британское правление
Со времен британской оккупации, до 1937 года, Бирма (Мьянма) была частью колониальной Индии.
Британцы стремились регулировать проституцию. Законы о расквартировании («The Cantonment Acts») предусматривали от двенадцати до пятнадцати индийских женщин в каждом полку солдат на британских военных базах. В каждом полку было около тысячи солдат. Женщин держали в публичных домах, которые назывались чакла. Они были лицензированы военными и имели право общаться только с солдатами. Большинство женщин происходили из бедных семей и не имели возможностей для обеспечения собственной социальной или экономической независимости. Структурное неравенство, которое толкало женщин к проституции, часто навязывалось колониальными правительствами.
Кроме того, Закон о расквартировании 1864 года предусматривал создание и расширение больниц в городках. Женщин, работающих в чаклах, еженедельно заставляли проходить медицинское обследование на наличие венерических заболеваний. Проституток часто помещали в тюремные больницы против их воли, особенно если у них выявляли какие-либо венерические заболевания. Закон 1864 года, первоначально предназначавшийся для военных баз, в конечном итоге был распространен на провинции Британской Индии. В связи с повышением количества заразившихся венерическими заболеваниями военнослужащих, колониальное правительство Индии приняло закон «Об инфекционных заболеваниях».
Закон был направлен на предотвращение венерических заболеваний у военнослужащих. Они требовали регистрации женщин, занимающихся проституцией, а также обязывали их иметь при себе лицензию в виде карточки. Кроме того, закон предусматривал регулярный медицинский осмотр проституток. Если во время обследования у женщины обнаруживали венерическое заболевание, ей назначалось стационарное лечение. За отказ от лечения предполагалось наказание в виде тюремного заключения до излечения болезни. Ни одна из этих мер не применялась к инфицированным мужчинам. Законы были нацелены только на женщин-проституток, поскольку они были единственными людьми, подлежащими лицензированию и медицинскому освидетельствованию.
Великая депрессия 1930-х годов вызвала беспрецедентную безработицу и перемещение населения в Британской Бирме, вынудив многих женщин обслуживать клиентов, в основном британских солдат и индийских сипаев. По некоторым данным, из-за экономического кризиса в Бирме (Мьянме) действовала самая крупная индустрия проституции в Британской Индии.

## ВИЧ / СПИД
Мьянма занимает второе место по уровню распространенности ВИЧ-инфекции в Азии после Таиланда. Секс-работницы подвергаются особому риску. Незаконный характер проституции в Мьянме препятствует эффективной пропаганде предупреждения ВИЧ/СПИДа и использования презервативов. В 2005 году в Янгоне насчитывалось более 100 публичных домов и до 10 000 секс-работников, в основном из этнической группы бамар — от 70% до 90% были заражены венерическими заболеваниями и менее 25% проходили тестирование на ВИЧ. Отдельные исследования показывают, что почти половина секс-работников в Янгоне заражены ВИЧ-инфекцией. 
Правительство, НПО и международные организации провели различные кампании по повышению осведомлённости о ВИЧ, расширению доступа к медицинскому обслуживанию и улучшению лечения инфицированных. В результате национальный показатель распространенности среди взрослого населения упал до 0,4%. Уровень распространённости инфекций среди секс-работников также снизился; 18,4% в 2008 г., 7,1% в 2012 г. и 5,4% в 2016 г. Использование презервативов среди секс-работников возросло до более чем 80%.

## Секс-торговля
Мьянма является страной происхождения женщин и детей, ставших жертвами торговли людьми в целях сексуальной эксплуатации как на родине, так и за рубежом. Страна также все чаще становится местом назначения и транзита иностранных граждан. Некоторые женщины и дети в Мьянме, которые мигрируют в поисках работы за границу, особенно в Таиланд и КНР, а также в другие страны Азии, Ближнего Востока и США, становятся жертвами торговли людьми в целях сексуальной эксплуатации. Официальные лица из правительства Мьянмы иногда оказываются замешанными в этой форме торговли людьми, а также в содействии незаконному ввозу и эксплуатации мигрантов рохинджа.
Мьянма является основным источником поставки проституток (по оценкам, 25 000 - 30 000 человек) в Таиланде. При этом большинство женщин, вывозимых для продажи, доставляются в Ранонг, граничащий с южной Мьянмой, и Мае Сай, на восточной оконечности Мьянмы. Секс-работники из Мьянмы также работают в Юньнани, КНР, особенно в приграничном городе Жуйли. Большинство бирманских проституток в Таиланде принадлежат к этническим меньшинствам, порядку 60% бирманских проституток меньше 18 лет.
Управление Государственного департамента США по мониторингу и борьбе с торговлей людьми относит Мьянму к третьему уровню стран, правительства которых не полностью соблюдают минимальные стандарты по предупреждению торговли людьми.
По сообщениям МИД Казахстана, за 2022-2023 годы более двухсот казахстанцев попали в трудовое рабство в «золотом треугольнике», т.е. границе Таиланда, Мьянмы и Лаоса. По словам представителя ведомства, «зачастую [попавших в рабство] девушек ждет проституция, а мужчин – продажа на органы».